# Ni Orsi
Annibale John Orsi Jr., detto Ni (Stockton, 14 settembre 1944), è un ex sciatore alpino e sciatore nautico statunitense.

## Biografia
Ni Orsi iniziò la sua carriera agonistica gareggiando nello sci nautico e ai Mondiali del 1962 vinse la medaglia d'argento nelle figure e quelle di bronzo generale. Nello sci alpino fu uno sciatore polivalente con maggior propensione alle prove veloci e debuttò in campo internazionale in occasione della Harriman Cup 1963 (Sun Valley, 29-31 marzo), dove si classificò 8º nella discesa libera, 22º nello slalom gigante, 23º nello slalom speciale e 16º nella combinata; l'anno dopo ai IX Giochi olimpici invernali di Innsbruck 1964 (29 gennaio-9 febbraio), sua unica presenza olimpica e iridata, si piazzò 14º nella discesa libera, la sola gara nella quale prese il via, e nel prosieguo della stagione fu 3º nelle discese libere del Trofeo Tre Funivie (Sestriere, 22-23 febbraio) e della Roch Cup (Aspen, 3-5 aprile).
Un infortunio subito durante i Campionati statunitensi 1965 interruppe a lungo la sua carriera: tornò alle gare internazionali solo durante la stagione inaugurale della Coppa del Mondo, il 15 gennaio 1967 a Wengen in slalom speciale senza completare la prova. Nel massimo circuito internazionale ottenne il primo piazzamento il 21 gennaio 1967 dello stesso anno a Kitzbühel in discesa libera (38º), conquistò il miglior risultato il 27 gennaio seguente a Megève nella medesima specialità (19º) e prese per l'ultima volta il via il 12 marzo dello stesso anno a Franconia in slalom gigante, senza completare quella che sarebbe rimasta la sua ultima gara internazionale: si ritirò l'anno seguente.

## Palmares

### Sci nautico

#### Mondiali
- 2 medaglie[1]:
  - 1 argento (figure nel 1962[non risultano Mondiali quell'anno])
  - 1 bronzo (generale nel 1962[non risultano Mondiali quell'anno])

### Sci alpino

#### Campionati statunitensi
- 1 oro (discesa libera nel 1964)[10]